# Plutorectis caespitosae
Plutorectis caespitosae är en fjärilsart som beskrevs av Oke 1947. Plutorectis caespitosae ingår i släktet Plutorectis och familjen säckspinnare. Inga underarter finns listade i Catalogue of Life.